# فيل زوكرمان

خريطة من إعداد زوكرمان تبين الدول الأكبر نسبة في أعداد الملحدين واللاأدريين

فيليب «فيل» زوكرمان (بالإنجليزية: Phil Zuckerman)‏ هو عالم اجتماع أمريكي عرف بانتقاده للأديان ولد في يوم 26 يونيو 1969 في مدينة لوس أنجلوس في كاليفورنيا في الولايات المتحدة، تخرج من كلية بوتزر في كلاريمونت في الولايات المتحدة، إختص باجتماعيات العلمانية، وعرفت أرائه ضد المجتمعات الدينية، حيث عرف عنه بأن المجتمعات العلمانية أكثر إنسانية من المجتمعات الدينية، وكلما كان المجتمع أكثر علمانية كلما كان أكثر إزدهاراً، ألف عدة كتب منها كتاب مجتمع من دون إله Society Without God في 2008 وكتاب لا مزيد من الإيمان Faith No More في 2011.